# Charles-Albert Bombelles
Charles-Albert Bombelles (Karl Albert von Bombelles) (1832. − 1889.), vrhovnik komornik austrijskog nadvojvode Rudolfa, koji je dao u Zagrebu sagraditi poznatu Rudolfovu vojarnu, austrijski admiral, glazbenik i pisac.
Jedini je brat grofa Marka Bombellesa. Kad je Charles Albert umro, brat Marko naslijedio je njegov imetak. S imetkom je dobio i ugarsko grofovstvo.